# دراگوتین ناجدانووی
دراگوتین ناجدانووی (صربی: Dragutin Najdanović؛ ۱۵ آوریل ۱۹۰۸ – ۳ نوامبر ۱۹۸۱) یک بازیکن فوتبال اهل صربستان بود.